# МАТ-49
MAT-49 — пістолет-кулемет, який був розроблений французькою фабрикою Manufacture Nationale d'Armes de Tulle (MAT) для використання французькою армією і вперше був виготовлений у 1949 році.

## Історія
Після закінчення Другої світової війни на озброєнні французьких військ знаходилися 7,65-мм пістолети-кулемети MAS-38, отримані за програмою військової допомоги американські пістолети-кулемети Томпсона та М3, англійські STEN, а також трофейні німецькі MP.38/40, що використовували три різні набої. 11 травня 1945 року було ухвалено рішення про розробку нового пістолета-кулемету під патрон 9×19 мм Парабеллум, в 1947 року було представлено перші прототипи, за результатами випробувань яких їх конструкцію було поліпшено, в 1948 року випробування продовжили.
Після підписання 4 квітня 1949 року Північноатлантичного договору Франція увійшла до складу військово-політичного блоку НАТО і взяла на себе зобов'язання щодо стандартизації озброєння та військової техніки з іншими країнами НАТО. Як єдиний пістолетний патрон країн НАТО був офіційно затверджений набій 9×19 мм Парабеллум. Наприкінці 1949 або в січні 1950 почалося серійне виробництво МАТ-49, у травні 1950 до конструкції були внесено зміни і обсяги випуску збільшилися.
Після розпаду французької колоніальної системи у 1950-х — 1960-ті роки деяка кількість МАТ-49 залишилася на території колишніх французьких колоній.
У 1979 року озброєння було прийнято автомат FAMAS і виробництво MAT-49 було припинено.

## Опис
Пістолет-кулемет MAT-49 побудовано на основі автоматики із вільним затвором. Вогонь ведеться з відкритого затвора, режим стрільби в армійських варіантах лише автоматичний. У невеликих кількостях для поліції також випускалися варіанти МАТ-49 з двома гачками, що забезпечують ведення як автоматичного, так і одиночного вогню.
Більшість деталей, включаючи ствольну коробку, пістолетне руків'я зі спусковою скобою, приймач магазина, виконані штампуванням з листової сталі (це рішення дозволило підвищити технологічність та знизити собівартість виробництва зброї).
Вікно для викиду гільз на ствольній коробці закривається підпружиненою кришкою, що автоматично відкидається назад при зведенні затвора. Приймач магазина виконаний у вигляді передньої рукоятки для утримання зброї і може складатися разом уперед, під ствол, для зменшення габаритів зброї при транспортуванні та перенесенні. Рукоятка зведення розташована ліворуч і не рухається під час стрільби. Приціл має перекидний «L»-подібний цілик на дві дистанції — 50 і 100 метрів. МАТ-49 оснащений автоматичним запобіжником у вигляді кнопки на тильній частині пістолетної рукоятки управління вогнем.
Загалом МАТ-49 був надійною зброєю, простою та невибагливою в обігу. При неповному розбиранні він легко поділяється на невелику кількість великих частин. МАТ-49 поєднує хороші бойові характеристики, надійність та високу якість виконання. У кучність його стрілянини свій внесок робить його надмірна вага — 4,17 кг у спорядженому стані. Всі деталі були виконані з високоміцної та якісної сталі, за рахунок чого зброя виявляла високу надійність та живучість у різних кліматичних умовах.

## Модифікації
- МАТ-49 — з дерев'яним прикладом. випускався у трьох модифікаціях: з відсутньою цівкою, а також з короткою дерев'яною цівкою, у тому числі модифікованою, з наявним руків'ям. У двох останніх моделей було додано на ствол кріплення, що використовувалося і у подальших, більш пізніх моделях зброї. Мав більш складну у виготовлені затворну раму, що продукувалася методом фасонного фрезерування та потребувала наявності висококваліфікованих спеціалістів-зброярів. Руків'я затвора розташовувалося традиційно, з правого боку ствольної коробки. Спусковий механізм та автоматика затворної рами складні і суттєво відрізняються від більш пізніх моделей.

- МАТ-49 — з висувним прикладом, випускався у трьох варіантах: перша модифікація мала дерев'яні щічки пістолетного руків'я, друга — пластмасові щічки, третя — штамповане сталеве руків'я.

- МАТ-49 першої модифікації — випущені до травня 1950[2]

- МАТ-49 другої модифікації — випущені з травня 1950 до 1962 [2], змінена геометрія деяких деталей [1]

- МАТ-49 останньої модифікації — випущені у 1967—1979 pp. на арсеналі в Сент-Етьєні (мали штамповану сталеву рукоятку)[1]

- МАТ-49/54 — варіант для жандармерії з подовженим до 365 мм стволом та нескладним дерев'яним прикладом[2][1]. Являє собою більш поглиблену модифікацію початкових зразків. серед внесених змін подовжена довжина ствола, наявність цівки, у тому числі з руків'ям за для зручності у використанні. Також змінено затворну раму за для технологічного спрощення у виробництві. Зразки зброї мають як старий тримач магазина, так і подовжений новий, складаний, що дозволяє використовувати магазини обох типів. На 20 і 32 набої. У випадку наявності встановленого нового тримача магазина цівка або повністю відсутня, або замінена на трубчастий перфорований радіатор охолодження ствола.
- MAT 54 S.B. — самозарядний варіант MAT-49/54 для інкасаторів та тюремної охорони (що забезпечував можливість стрільби лише пострілами поодинці)[2]. Має модифіковану запобіжну систему, а також дещо змінений спусковий механізм та затвор, що дозволяє вести вогонь з закритого затвора за наявності набою у патроннику.
- МАТ-49 під патрон 7,62×25 мм ТТ — в'єтнамська модифікація [1], в 1962—1963 рр. кілька було перероблено для підприємства Z1[3]

## Країни-експлуатанти
- Алжир — після закінчення війни за незалежність та проголошення у 1962 році незалежності Алжиру деяка кількість МАТ-49 залишилася на озброєнні воєнізованих та поліцейських формувань
- В'єтнам — з 1951 року MAT-49 стали основним типом пістолета-кулемета французьких військ в Індокитаї, в ході бойових дій трофейні МАТ-49 використовувалися партизанами В'єтміню, а потім були офіційно прийняті на озброєння В'єтнамської Народної армії. У 1962 року розпочався ремонт залишавшихся на зберіганні МАТ-49, який було завершено 1963 року (всього відремонтували понад 2000 прим. МАТ-49, які надалі були відправлені партизанам НФОЮВ)[2]
- Габон
- Лаос
- Сенегал
- Того — збройні сили Того[2]
- Франція — після завершення випробувань передсерійного прототипу 20 травня 1949 прийнято на озброєння, перші зразки почали надходити до парашутно-десантних підрозділів; знято з озброєння приблизно 1980 року[1], але навіть у середині 1990-х років кілька зразків залишалося на збереженні.[2]

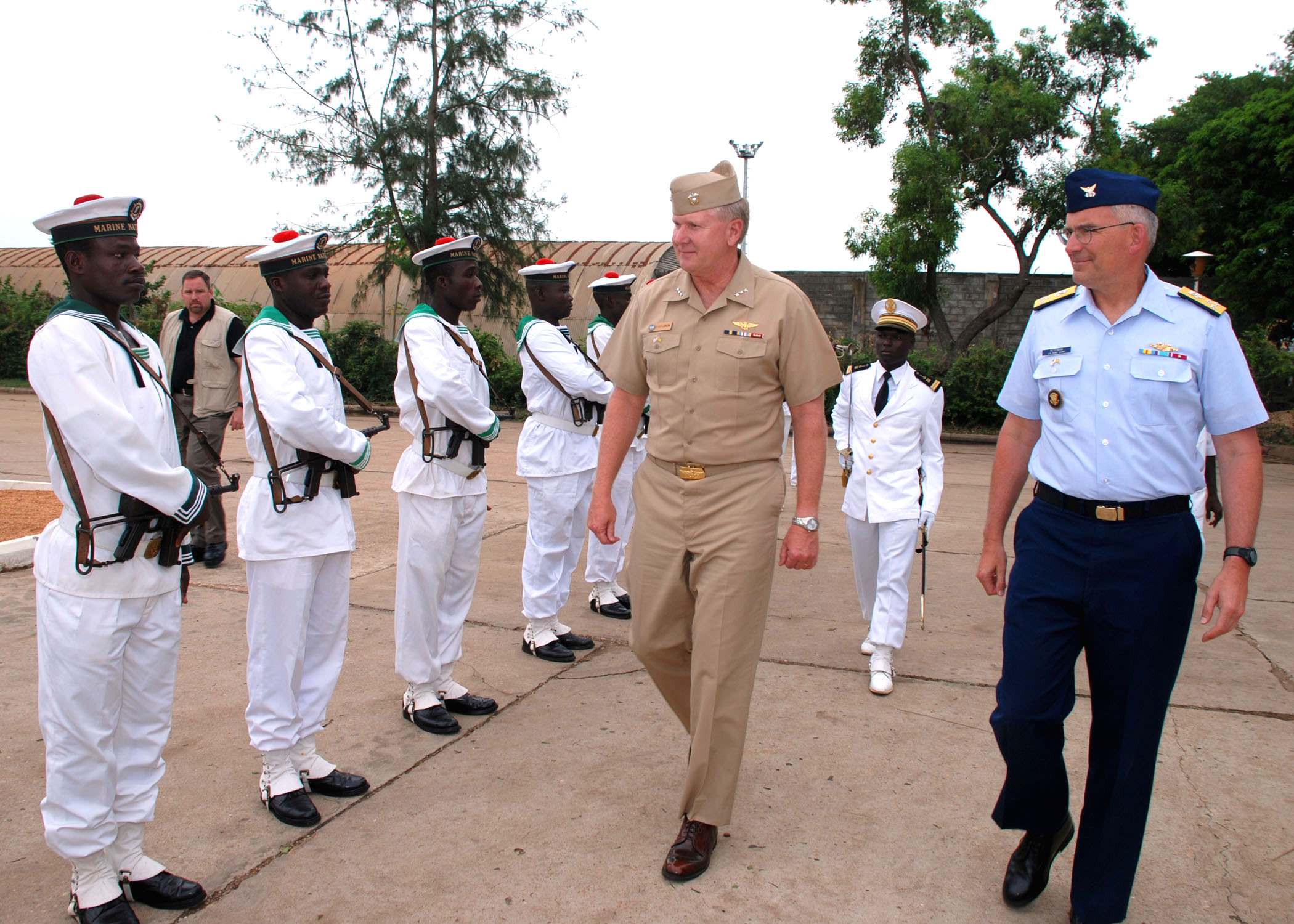
Togolese naval honour guard 070521